# Kraftwerksschiff
Ein Kraftwerksschiff (englisch Power Barge) ist ein Kraftwerk, das auf Schwimmpontons oder einem anderen Floß oder Schiff errichtet ist und zwischen Bestimmungsorten bewegt werden kann, um in Häfen oder Küstennähe Strom produzieren zu können.
Typischerweise werden solche Schiffe in Entwicklungsländern eingesetzt, wo das Geld für den Kraftwerksbau fehlt.
Da für derartige Kraftwerke eine hohe Energiedichte gefordert ist, kommen als Kraftmaschinen vor allem kompakt gebaute Gasturbinen, aber auch Dieselmotoren oder Gasmotoren in Frage. Oft wird der Gasturbine ein Abhitzekessel nachgeschaltet, der eine Dampfturbine speist; so entsteht ein schwimmendes GuD-Kraftwerk. Seltener kommen Dampfturbinen zum Einsatz, die von einem konventionell befeuerten oder nuklearen Dampferzeuger versorgt werden.

## Einsatz
Seit 1950 wird der New Yorker Stadtbezirk Brooklyn durch Kraftwerksbarken an der Upper Bay versorgt. Zwischen 1954 und Anfang der 1970er Jahre entwickelte die US Army im Rahmen des Army Nuclear Power Program schwimmende Kernkraftwerke. Das erste Schiff dieser Art war die Sturgis (MH-1A). Ähnliche Entwicklungen gibt es in Russland, wo nördlich des Polarkreises an der Nordostpassage die Akademik Lomonossow im Mai 2020 in Betrieb gegangen ist.
Der türkische Marktführer Karadeniz Group gibt an, in elf Regionen 25 Kraftwerksschiffe zu betreiben, die meist Bunkeröl (HFO) verbrennen. Kleinere Länder Afrikas wie Guinea-Bissau und Sierra Leone werden zum Teil vollständig durch vor Anker liegende Kraftwerksschiffe versorgt. Mehrere der öffentlich-privaten Partnerschaften werden durch die Weltbank unterstützt.

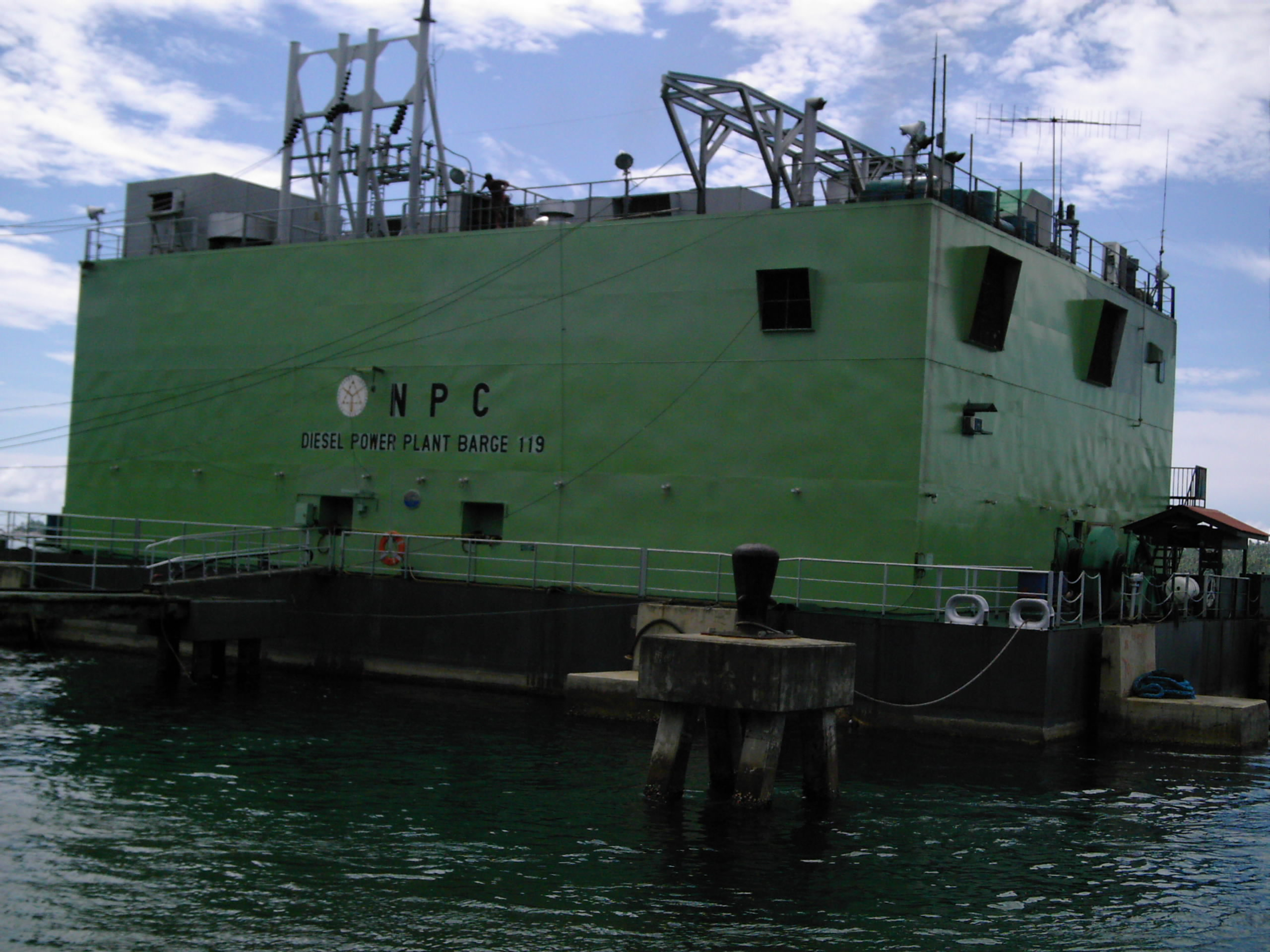
Power Barge mit Dieselmotor-Aggregat
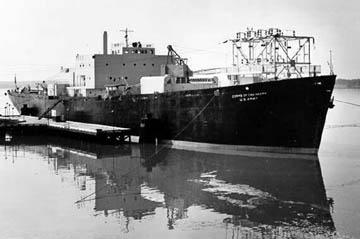
Die MH-1A, ein 1961 im Auftrag der US-Armee erbautes nukleares Kraftwerksschiff
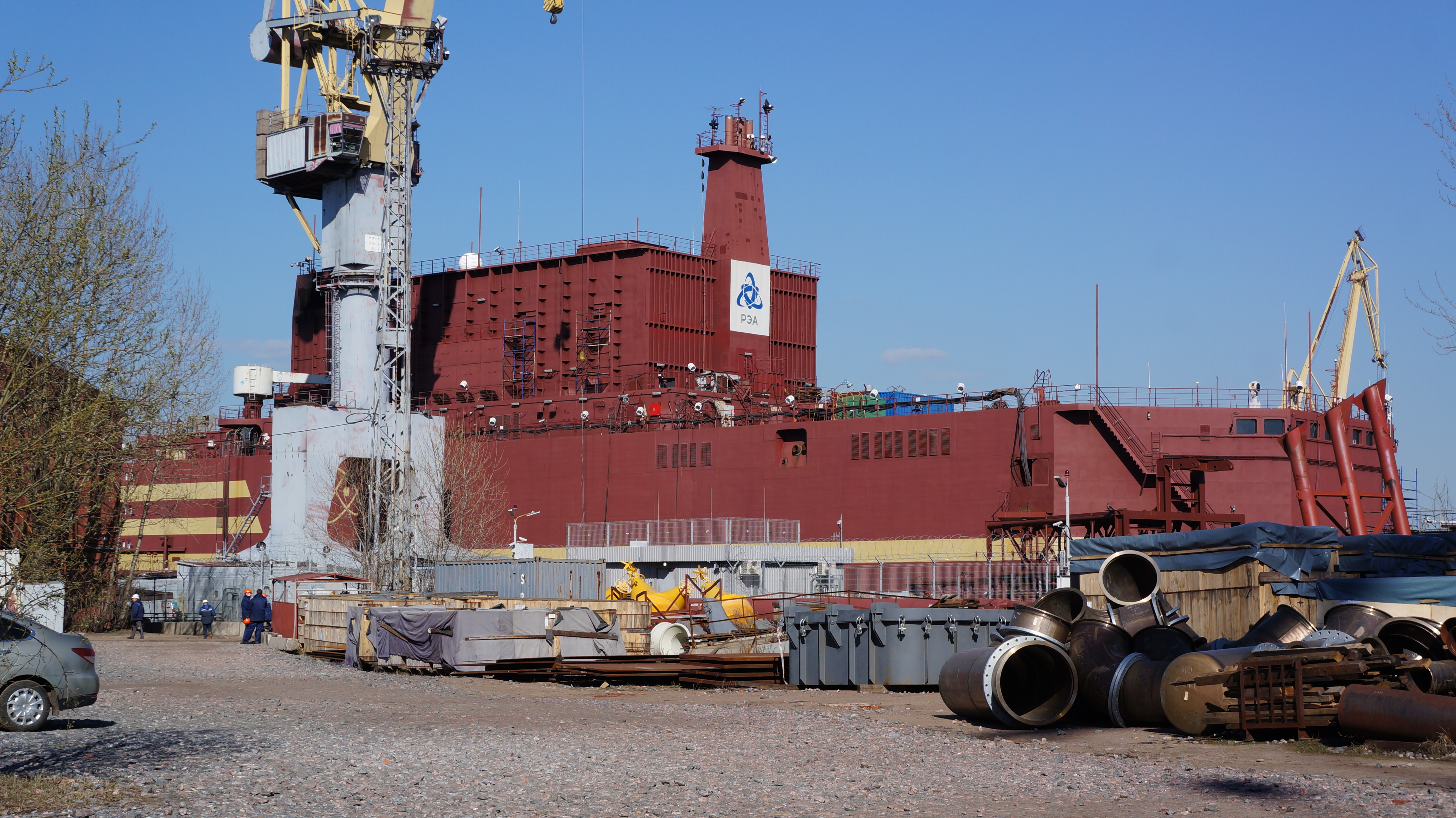
Schwimmendes Schwachstrom-Kernkraftwerk Akademik Lomonossow ohne eigenen Antrieb (Russland 2018)
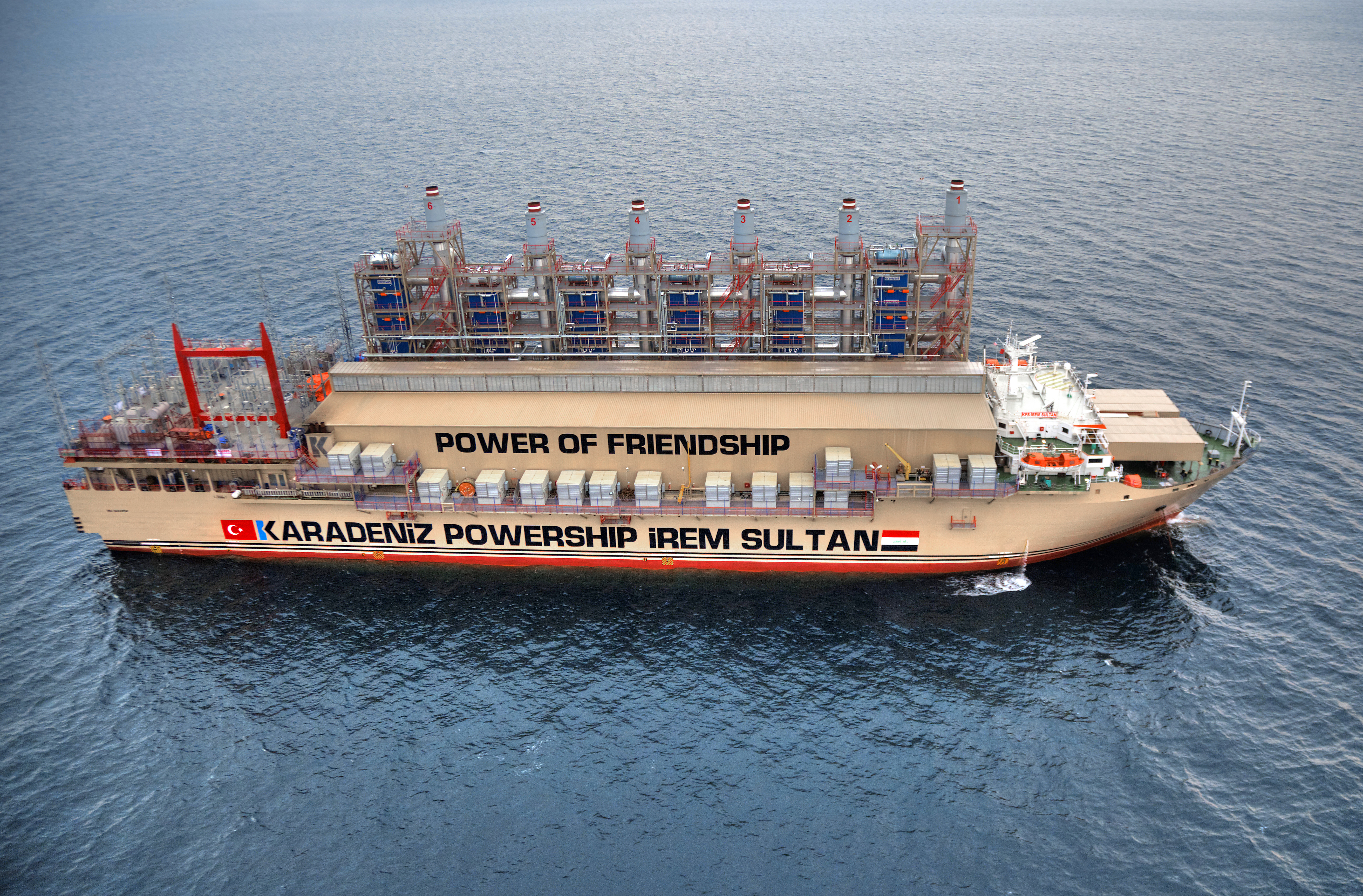
Ein Karpowership der türkischen Karadeniz Group im Irak (2011)
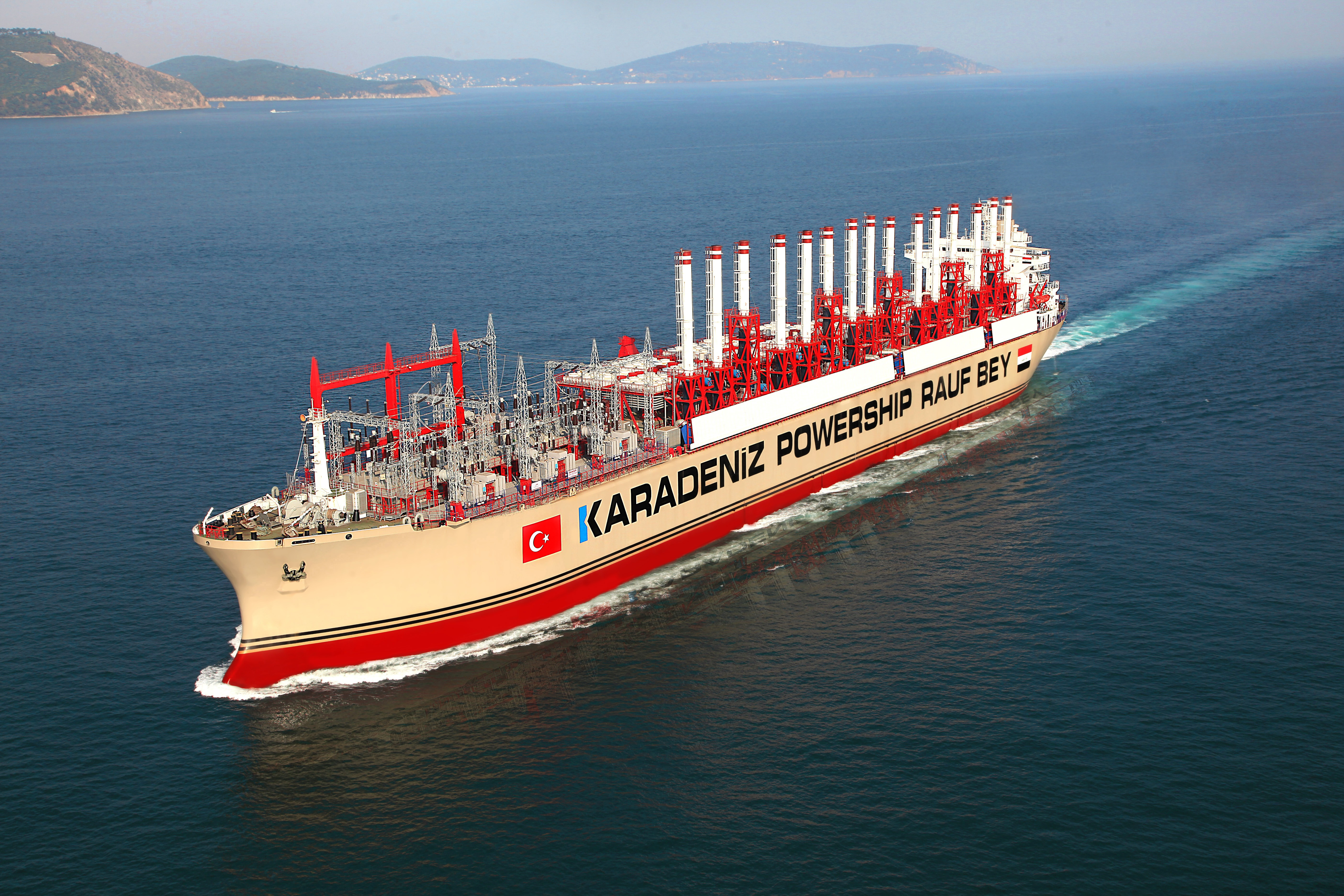
Weiteres Kraftwerksschiff der Karadeniz Group (2010)

## Kritik
Kritiker in verschiedenen afrikanischen Ländern kritisierten dabei wiederholt den Einsatz der Schiffe, da mit ihnen keine nachhaltige Elektrifizierung der Regionen, zum Beispiel mit erneuerbaren Energien und eigener Wertschöpfung, vorangetrieben werde. Vielfach attestierten sie Fälle von Korruption.